# Córka prezydenta (film 2004)
Córka prezydenta (Chasing Liberty) – film amerykański z 2004 roku.

## Fabuła
Osiemnastoletnia Anna Foster (Mandy Moore) jest córką prezydenta Stanów Zjednoczonych (Mark Harmon), co utrudnia jej prowadzenie własnego życia prywatnego, które jest nadzorowane przez agentów ochrony rządu. Marzy o życiu takim samym, jakie mają jej rówieśniczki. Pewnego dnia Anna umawia się ze swoim chłopakiem do kawiarni, gdzie tam również mogą zapomnieć o swobodnej randce, gdyż jest rozpoznawana przez innych gości, którzy bardzo chcą mieć z nią zdjęcie. Potem do kawiarni wchodzą koledzy chłopaka Anny, a agenci przekonani, że oni chcą zrobić jej krzywdę, wkraczają do akcji i wywołują zamieszanie. Po tej akcji chłopak zrywa z Anną i zostaje samotna.
Następnego dnia Anna wraz z rodzicami wyrusza w podróż służbową do Czech. Anna prosi ojca, by pozwolił on jej spędzić chociaż jeden wieczór samej, bez obserwacji ochroniarzy. Podczas zabawy w dyskotece Anna zauważa, że jest obserwowana przez agentów i postanawia uciec. Pomaga jej w tym przystojny Brytyjczyk Ben (Matthew Goode). Wkrótce razem wyruszają w podróż do Włoch, Austrii, a później na Paradę Miłości do Berlina, gdzie Anna dowiaduje się, że Ben jest jednym z agentów zatrudnionych przez jej ojca, postanawia uciec. Zdruzgotana Anna wraca do domu z rodzicami.
Wkrótce Anna wyjeżdża do college'u. Podczas zbliżających się świąt bożonarodzeniowych Anna przyjeżdża do rodzinnego domu, gdzie dowiaduje się od ojca, że Ben zrezygnował z pracy w służbach specjalnych i zatrudnił się jako fotograf w Londynie. Anna w ramach międzynarodowej wymiany studenckiej wyjeżdża do Uniwersytetu Oksfordzkiego, gdzie wkrótce odwiedza Bena w operze. Para się godzi i namiętnie całuje.

## Obsada
- Mandy Moore – Anna Foster
- Matthew Goode – agent Ben Calder
- Stark Sands – Grant Hillman
- Jeremy Piven – agent Alan Weiss
- Annabella Sciorra – agentka Cynthia Morales
- Mark Harmon – prezydent James Foster
- Caroline Goodall – Pierwsza Dama Michelle Foster
- Tony Jayawardena – ochroniarz Białego Domu
- Sam Ellis – Phil
- Terence Maynard – Harper
- Lewis Hancock – rzecznik prasowy
- Garrick Hagon – sekretarz stanu
- Zac Benoir – przewodniczący Kolegium Połączonych Szefów Sztabów
- Jan Goodman – Doradca ds. bezpieczeństwa narodowego (Stany Zjednoczone)
- Robert Ashe – szef sztabu
- Beatrice Rosen – Gabrielle la Claire
- Martin Hancock – McGruff
- Joseph Long – Eugenio
- Miriam Margolyes – Maria
- Adrian Bouchet – Gus Gus

## Produkcja
Fabuła filmu została bezpośrednio zainspirowana na historii Chelsea Clinton (córki prezydenta Billa Clintona), która została sfotografowana podczas meczu koszykówki w Stanford University, gdy chciała się zapoznać ze studentami tej uczelni.

## Miejsca akcji
- Biały Dom w Waszyngtonie
- Waszyngton, Stany Zjednoczone
- Praga, Czechy
- Wenecja, Włochy
- Berlin, Niemcy
- Londyn, Anglia
- Hylands Park w Essex
- Barrandov Studios w Pradze
- Pinewood Studios w Iver[2]